# Woraksan
Der Woraksan ist mit einer Höhe von 1093 m einer der Hauptberge des Sobaek-Gebirges in Südkorea. 
Der in Nord-Süd-Richtung verlaufende Kamm des Woraksan bildet die Grenze zwischen den Provinzen Chungcheongbuk-do im Westen und Gyeongsangbuk-do im Osten. Der Berg ist bis in die Gipfelregionen von Bäumen, hauptsächlich Kiefern bewachsen. Dennoch kann hier an manchen Stellen bis in den Sommer Schnee liegen bleiben. Darüber hinaus sind hier bis zu 150 Meter hohe steile Felswände zu finden, die dem Berg zu seinem Namen (deutsch: Mondfelsenberg) verhalfen.
Wanderwege führen von Nordwesten, Westen, Süden und Osten auf den Woraksan. Nach dem Berg ist der umliegende 287,977 km² große Woraksan-Nationalpark benannt, der gerne von Touristen und Einheimischen besucht wird. Viele buddhistische Schreine sind hier zu finden.